# Pürgen
Pürgen er en kommune i Landkreis Landsberg am Lech, Regierungsbezirk Oberbayern i den tyske delstat Bayern. Den er en del af Verwaltungsgemeinschaft Pürgen.

## Geografi
Pürgen ligger i nærheden af byen Landsberg i Planungsregion München og består af landsbyerne Pürgen, Ummendorf, Lengenfeld og Stoffen.
Pürgen ligger i et et Morænelandsskab, på en teresse ovenfor floden Lech. En del af kommunen ligger på nordskeråningerne af Kapellenberg, den øvrige del i en dalsænkning ved foden af tre bakker : des Kapellen-, Mühl- og Diensbjergene. Midt i byen ligger en dam, uden tilløb eller afløb; Gennem byen går statsvejen mellem Landsberg og Weilheim og mod Dießen am Ammersee.
Kapellenberg, der er 672 moh. kaldes også Umlaufberg, og fra toppen har man udsigt til landskabet ned til Alperne.